# Massiccio dell'Ambohiby
Il massiccio dell'Ambohiby è un dicco circolare alcalino nel distretto di Tsiroanomandidy della regione di Bongolava, in Madagascar, che si estende su una superficie di circa 225 km². Al suo interno si trova l'insediamento di Anosibe Ambohiby, con una popolazione di circa 300 abitanti al 2023, documentato per la prima volta nel 2023 con un'inchiesta pubblicata sul canale YouTube della testata Vox.

## Storia
Il massiccio si è formato circa 90 milioni di anni fa durante il Cretaceo superiore, quando la placca del Madagascar e la placca indiana si separono. In origine era un vulcano, ma con la separazione delle placche tettoniche il punto caldo che lo riforniva fu interrotto, causando il raffreddamento e il collasso della struttura.